# Spálený potok (přítok Trkmanky)
Spálený potok je pravostranný a celkově největší přítok říčky Trkmanky v okresech Hodonín a Břeclav v Jihomoravském kraji. Délka toku činí 19,0 km. Plocha povodí má rozlohu 152,9 km².

## Průběh toku

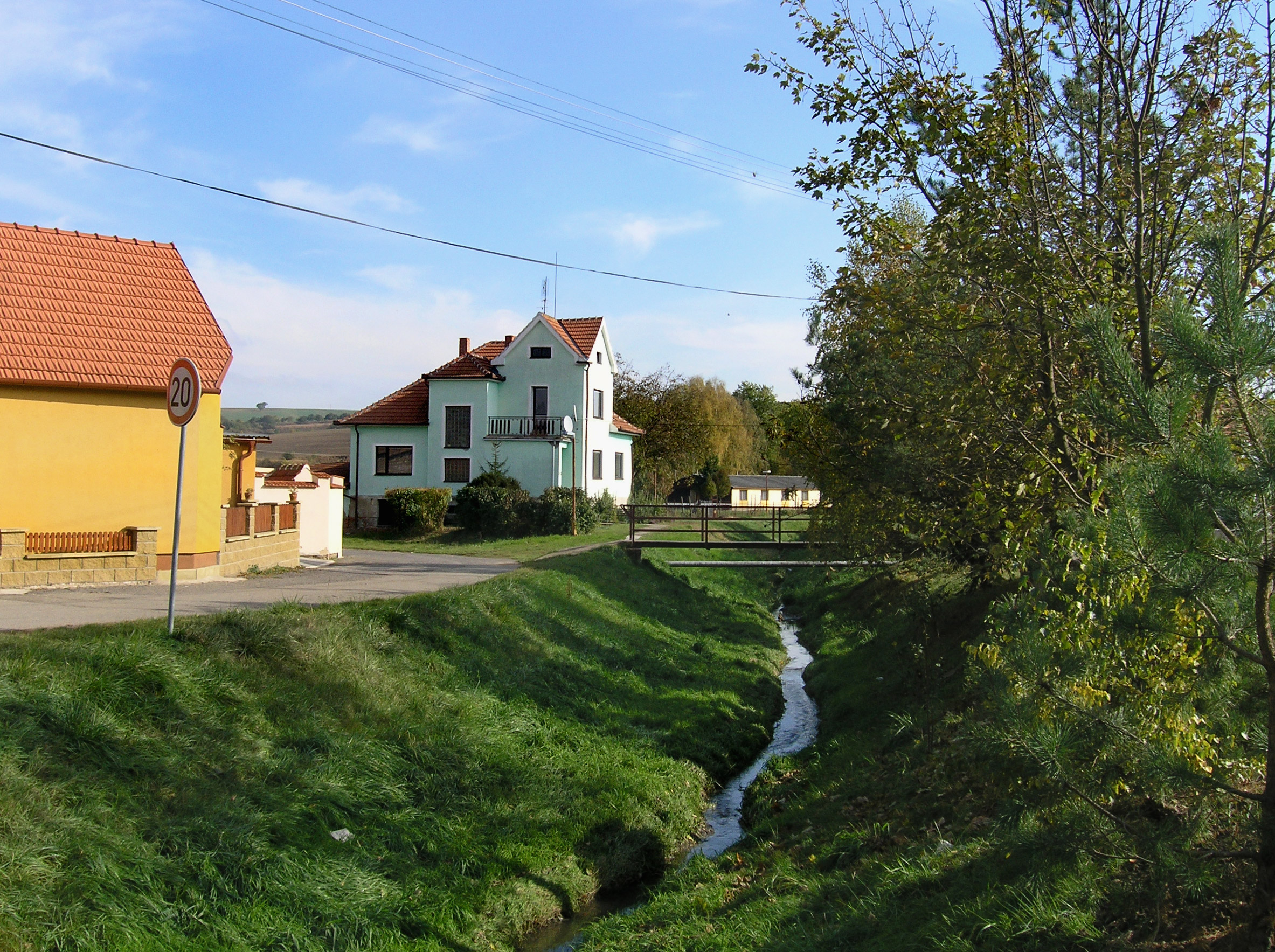
Kašnice – přítok Spáleného potoka

Potok pramení ve Ždánickém lese, severně od Archlebova, v nadmořské výšce 363 m. Po celé své délce teče napřímeným korytem v bezlesé zemědělské krajině. Na horním toku směřuje nejprve na jih. Protéká výše zmíněnou obcí, pod níž se postupně obrací na západ. Severně od Násedlovic přijímá zprava Zdravovodský potok, který přitéká od Žarošic. Od soutoku se Zdravovodským potokem směřuje Spálený potok na jihozápad. V tomto úseku přibírá zprava nejprve Salajku přitékající od Dambořic a o něco níže po proudu potok Hunivky, který odvodňuje Velké Hostěrádky a Bohumilice. Pod ústím potoka Hunivky se potok stáčí na jih k obci Krumvíř, kde jej zprava posiluje přítok Kašnice. Po dalších zhruba třech kilometrech přijímá další pravostranný přítok, který je nazýván Haraska. Po necelém kilometru mezi Brumovicemi a Terezínem se Spálený potok vlévá do říčky Trkmanky v nadmořské výšce 175 m. V místě soutoku Trkmanky a Spáleného potoka se v minulosti nacházelo Kobylské jezero, které bylo vysušeno a přeměněno na ornou půdu.

### Větší přítoky
- pravé – Zdravovodský potok, Salajka, Hunivky, Kašnice, Haraska

## Vodní režim
Průměrný průtok Spáleného potoka u ústí činí 0,22 m³/s. Stoletá voda zde dosahuje 35,6 m³/s.